# 果然我的青春戀愛喜劇搞錯了。 (動畫)
《果然我的青春戀愛喜劇搞錯了。》是以同名輕小說為原作的電視動畫。

## 概要
於2012年7月宣布製作動畫，在2013年4月至6月播放第1期動畫，由Brain's Base製作。
於2014年4月18日宣布製作第2期動畫，改由feel.製作，以《果然我的青春戀愛喜劇搞錯了。續》為標題，於2015年4月至6月播放。
2019年3月16日宣布製作第3期動畫，繼續由feel.製作。同年11月宣布第3季動畫以《果然我的青春戀愛喜劇搞錯了。完》為題，將於2020年4月播映。2020年4月7日，動畫官方表示因2019冠状病毒病疫情对日本的影响，原定於同月播映的第3季動畫將會延期至同年7月10日播映，而原本的檔期則重播第2季。
2023年4月4日為動畫播出10週年，釋出10週年紀念單曲，與三首片頭曲一樣由やなぎなぎ演唱。
本作動畫中出現的很多地方均來自日本千葉市取景，而動畫中的千葉市立總武高校原型則是千葉市立稻毛高校。

## 製作人員
|          | 第1期                  | 第2期                    | 第3期                                     |
| -------- | ---------------------- | ------------------------ | ----------------------------------------- |
| 原作     | 渡航                   | 渡航                     | 渡航                                      |
| 監督     | 吉村愛                 | 及川啓                   | 及川啓                                    |
| 系列構成 | 菅正太郎               | 菅正太郎                 | 大知慶一郎                                |
| 角色設計 | 進藤優                 | 田中雄一                 | 田中雄一                                  |
| 道具設計 | 樋口聰美               | 山崎正和                 |                                           |
| 美術監督 | 池田繁美               | 峯田佳實                 | 池田繁美 丸山由紀子                       |
| 色彩設計 | 辻田邦夫               | 岩井田洋                 | 岩井田洋                                  |
| 攝影監督 | 田村仁                 | 中村雄太                 | 中村雄太                                  |
| 編輯     | 關一彥                 | 平木大輔                 | 平木大輔                                  |
| 美術設計 | 池田繁美 大久保修一    | 大久保修一               | 池田繁美、友野加世子 乗末美帆、大久保修一 |
| 音樂     | 石濱翔 MONACA          | 石濱翔 高橋邦幸          | 石濱翔 高橋邦幸                           |
| 音響監督 | 本山哲                 | 本山哲                   | 本山哲                                    |
| 動畫製作 | Brain's Base           | feel.                    | feel.                                     |
| 製作     | 果然製作委員會搞錯了。 | 果然製作委員會搞錯了。續 | 果然製作委員會搞錯了。完                  |
| 製作     | TBS                    |                          |                                           |

## 主題曲

### 第1期
片頭曲「雪融之時」（ユキトキ）
作詞、主唱：やなぎなぎ，作曲、編曲：北川勝利
片尾曲
「Hello Alone」（第1－4話、第6－12話、OVA）
作詞：藤林聖子，作曲：黑須克彥，編曲：，主唱：雪之下雪乃（早見沙織）、由比濱結衣（東山奈央）
「Hello Alone -Yui Ballade-」（第5話）
作詞：藤林聖子，作曲：黑須克彥，編曲：安瀨聖，主唱：由比濱結衣（東山奈央）
「Hello Alone -Band arrange-」（番外篇）
作詞：藤林聖子，作曲、編曲：黑須克彥，主唱：雪之下雪乃（早見沙織）、由比濱結衣（東山奈央）
插入曲「Bitter Bitter Sweet」（第12話）
作詞：rino，作曲、編曲：黑須克彥，主唱：雪之下雪乃（早見沙織）、由比濱結衣（東山奈央）

### 第2期
片頭曲「春似」（春擬き）
作詞、主唱：やなぎなぎ，作曲、編曲：北川勝利
片尾曲

（電視版：第1－6話、第8－11話、13話、OVA；影碟版：第1－3話、第5－6話、第8－13話、OVA）
作詞：藤林聖子，作曲、編曲：黑須克彥，主唱：雪之下雪乃（早見沙織）、由比濱結衣（東山奈央）
「 -Ballade Arrange-Yukino Solo Ver.」（第7話）
作詞：藤林聖子，作曲、編曲：黑須克彥，主唱：雪之下雪乃（早見沙織）
「 -Ballade Arrange-Yui Solo Ver.」
（電視版：第12話；影碟版：第4話）
作詞：藤林聖子，作曲、編曲：黑須克彥，主唱：由比濱結衣（東山奈央）
插入曲
「Bitter Bitter Sweet」（第1話）
作詞：rino，作曲、編曲：黑須克彥，主唱：雪之下雪乃（早見沙織）、由比濱結衣（東山奈央）
「雪融之時」（ユキトキ）（第10話）
作詞、主唱：やなぎなぎ，作曲、編曲：北川勝利
「Hello Alone -Yui Ballade-」（第13話）
作詞：藤林聖子，作曲：黑須克彥，編曲：安瀨聖，主唱：由比濱結衣（東山奈央）

### 第3期
片頭曲「萌芽之雨」（芽ぐみの雨）（第1－10話）
作詞、主唱：やなぎなぎ，作曲、編曲：北川勝利
片尾曲
（第1－3話、第5－9話）
作詞：藤林聖子，作曲、編曲：黑須克彥，主唱：雪之下雪乃（早見沙織）、由比濱結衣（東山奈央）
（第4話）
作詞：藤林聖子，作曲：黑須克彥，編曲：安瀨聖，主唱：由比濱結衣（東山奈央）
（第11話）
作詞：藤林聖子，作曲：黑須克彥，編曲：安瀨聖，主唱：雪之下雪乃（早見沙織）
「雪融之時」（ユキトキ）（第12話）
作詞、主唱：やなぎなぎ，作曲、編曲：北川勝利
插入曲
「Bitter Bitter Sweet」（第1話）
作詞：rino，作曲、編曲：黑須克彥，主唱：雪之下雪乃（早見沙織）、由比濱結衣（東山奈央）

### 10週年紀念單曲

作詞、主唱：やなぎなぎ，作曲、編曲：北川勝利

## 各話列表
| 話數   | 日文標題 | 中文標題                                                | 劇本       | 分鏡            | 演出                       | 作畫監督                                                                               | 總作畫監督                                                   | 原作小說 |
| 第1季  | 第1季    | 第1季                                                   | 第1季      | 第1季           | 第1季                      | 第1季                                                                                  | 第1季                                                        | 第1季    |
| ------ | -------- | ------------------------------------------------------- | ---------- | --------------- | -------------------------- | -------------------------------------------------------------------------------------- | ------------------------------------------------------------ | -------- |
| 第1話  |          | 於是他們錯誤的青春開始了。                              | 待田堂子   | 吉村愛          | 吉村愛                     | 進藤優、中野圭哉 坂本                                                                  | 進藤優 中野圭哉                                              | 第1卷    |
| 第2話  |          | 無論是誰，肯定都有煩惱。                                | 待田堂子   | 吉村愛          | 有富興二                   | 德田夢之介                                                                             | 進藤優 中野圭哉                                              | 第1卷    |
| 第3話  |          | 戀愛喜劇之神偶爾也會做些好事。                          | 待田堂子   | 今掛勇          | 飯田薰久                   | 谷川亮介、田村正文 中村深雪                                                            | 進藤優 中野圭哉                                              | 第1卷    |
| 第4話  |          | 也就是說，他的朋友很少。                                | 菅正太郎   | 高橋秀彌        | 高橋秀彌                   | 小倉寬之、坂本 福世真奈美、栗田聰美                                                    | 進藤優 中野圭哉                                              | 第2卷    |
| 第5話  |          | 再一次，他回到原來的路。                                | 待田堂子   | 黑柳利允        | 野亦則行                   | 齋藤雅和、小川浩司 吉田肇、片岡育                                                      | 進藤優 中野圭哉                                              | 第2卷    |
| 第6話  |          | 他和她的開始終於要結束了。                              | 菅正太郎   | Royden B        | 黑川智之                   | 堤谷典子 渡邊亞彩美                                                                    | 進藤優 中野圭哉                                              | 第3卷    |
| 第7話  |          | 無論如何，暑假不能休息也太奇怪了。                      | 高山克彥   | 河村智之        | 河村智之                   | 德田夢之介、奧野浩行 藤澤俊幸                                                          | 進藤優 中野圭哉                                              | 第4卷    |
| 第8話  |          | 總有一天他們會知道真相。                                | 高山克彥   | 中野英明        | 中野英明                   | 一之瀨結梨、栗田聰美 香田知樹、坂本 志賀道憲、松下純子                                 | 進藤優 中野圭哉                                              | 第4卷    |
| 第9話  |          | 第三次，他回到原來的路。                                | 菅正太郎   | 高橋秀彌        | 高橋秀彌                   | 淺賀和行、進藤優 田村一彥、田中織枝 德田夢之介、柴田健兒 中野圭哉                      | 進藤優 中野圭哉                                              | 第5卷    |
| 第10話 |          | 他們之間的距離依然不變， 慶典即將變成狂歡節。           | 菅正太郎   | 今掛勇          | 吉田里紗子                   | 本橋秀之                                                                               | 進藤優 中野圭哉                                              | 第6卷    |
| 第11話 |          | 於是，各自的舞台揭幕， 慶典達到最高潮。                 | 高山克彥   | 工藤利春        | 石川俊介                   | 福世真奈美、堤谷典子 高橋敦子、淺賀和行 松下純子                                       | 進藤優 中野圭哉                                              | 第6卷    |
| 第12話 |          | 儘管如此，他和她和她的青春 繼續錯下去。                 | 菅正太郎   | 吉村愛 有富興二 | 吉村愛                     | 栗田聰美、高原修司 中野圭哉、進藤優 長谷川亨雄、千葉充 柴田健兒、坂本                  | 進藤優 中野圭哉                                              | 第6卷    |
| 番外篇 |          | 所以，他們的慶典不會結束。                              | 渡航       | 高橋秀彌        | 高橋秀彌                   | 德田夢之介、村田峻治 一之瀨結梨、栗田聰美 坂本、志賀道憲 高原修司、福世真奈美 松下純子 | 進藤優 中野圭哉                                              | 第6.5卷  |
| OVA    |          | 我們只好祝願他們的未來能夠幸福。                        | 渡航       | Royden B        | 小野田雄亮                 | 一之瀨結梨、坂本 德田夢之介、中野圭哉 福世真奈美、松下純子                             | 進藤優 中野圭哉                                              | 第7.5卷  |
| 第2季  |          |                                                         |            |                 |                            |                                                                                        |                                                              |          |
| 第1話  |          | 沒人知道他們為何來到侍奉社。                            | 菅正太郎   | 及川啟          | 松下周平                   | 山本善哉、高原修二 山崎正和                                                            | 田中雄一 枡田邦彰                                            | 第7卷    |
| 第2話  |          | 他和她的告白沒能傳達給任何人。                          | 菅正太郎   | 及川啟          | 嵯峨敏                     | 辻上彩華、山本篤史                                                                     | 貞方希久子 藤崎賢二                                          | 第7卷    |
| 第3話  |          | 靜靜地，雪之下雪乃下定決心。                            | 大知慶一郎 | 池端隆史        |                            | 近藤優次、松本朋之 三船智帆                                                            | 藤崎賢二                                                     | 第8卷    |
| 第4話  |          | 於是，由比濱結衣發表宣言。                              | 大知慶一郎 | RoydenB         | 橋口洋介                   | 立田眞一、川島尚 袴田裕二                                                              | 桝田邦彰 佐藤元昭 山崎正和 貞方希久子 藤崎賢二               | 第8卷    |
| 第5話  |          | 那間部室中， 已經沒有了紅茶的香味。                     | 大知慶一郎 | 村田峻治        | 柳瀨雄之                   | 柴田志朗、服部憲知 藤田正幸                                                            | 藤崎賢二 桝田邦彰                                            | 第8卷    |
| 第6話  |          | 會議順利地進行著， 卻毫無進展。                         | 菅正太郎   | 及川啟          | 松本正幸                   | 山本篤史、高原修二 重本和佳子                                                          | 野口孝行 佐藤元昭 山崎正和 桝田邦彰 藤崎賢二                 | 第9卷    |
| 第7話  |          | 儘管如此，那間社辦仍舊上演 無止盡的日常。               | 菅正太郎   | 川口敬一郎      |                            | 近藤勇次、松本朋之 三船智帆                                                            | 藤崎賢二 桝田邦彰                                            | 第9卷    |
| 第8話  |          | 即使如此，比企谷八幡。                                  | 大知慶一郎 | RoydenB         | 岩崎光洋                   | 山本善哉、山本篤史 北村友幸                                                            | 藤崎賢二 桝田邦彰 佐藤元昭                                   | 第9卷    |
| 第9話  |          | 於是，雪之下雪乃。                                      | 大知慶一郎 | 高橋和也        | 高橋和也                   | 川島尚、安田祥子 山崎正和                                                              | 藤崎賢二 桝田邦彰 佐藤元昭 山崎正和                          | 第9卷    |
| 第10話 |          | 各自的掌中明燈照亮之物。                                | 菅正太郎   | 川口敬一郎      | 松下周平 平峯義大          | 服部憲知、藤田正幸 李周鉉、山內亞紀 森下智惠、室山祥子 平田賢一、Synod Animation       | 田中雄一 藤崎賢二 佐藤元昭 山崎正和 桝田邦彰                 | 第10卷   |
| 第11話 |          | 不論何時，葉山隼人總是迎合眾人期待。                    | 大知慶一郎 | 岩崎光洋        | 岩崎光洋                   | 山本篤史、高原修司 袴田裕二、山本彩                                                    | 藤崎賢二 桝田邦彰 佐藤元昭 山崎正和 柳伸亮 野口孝行 田中雄一 | 第10卷   |
| 第12話 |          | 仍然，他並未觸及所求的答案， 真物繼續搞錯著。           | 大知慶一郎 | RoydenB         |                            | 近藤優次、松本朋之 三船智帆                                                            | 藤崎賢二 桝田邦彰 佐藤元昭 田中雄一                          | 第11卷   |
| 第13話 |          | 冬去春來，厚厚白雪之下， 新芽吐露。                     | 大知慶一郎 | 平川哲生        | 池端隆史 小林公二 及川啟   | 山本善哉、川島尚 北村友幸、安田祥子 山本篤史、山崎正和 山本彩、辻上彩華                | 藤崎賢二 桝田邦彰 佐藤元昭 田中雄一                          | 第11卷   |
| OVA    |          | 想必，女孩子是由砂糖、辛香料和 某些美好的東西組成的吧。 | 大知慶一郎 | 岩崎光洋        | 岩崎光洋                   | 辻上彩華、高原修司                                                                     | 桝田邦彰                                                     | 第10.5卷 |
| 第3季  |          |                                                         |            |                 |                            |                                                                                        |                                                              |          |
| 第1話  |          | 不久後，季節變遷，冰雪融化。                            | 大知慶一郎 | 及川啓          | 及川啓                     | 清水慶太                                                                               | 不適用                                                       | 第12卷   |
| 第2話  |          | 至今為止，我從沒有觸碰過那把鑰匙。                      | 大知慶一郎 | 清水聰          | 山中祥平                   | 安本学、平田賢一                                                                       | 清水慶太 高原修司 枡田邦彰 谷川亮介 濑川真矢 吉井弘幸        | 第12卷   |
| 第3話  |          | 果然，一色伊呂波是最強的學妹。                          | 大知慶一郎 | 清水聰          | 鈴木龍太郎                 | 立田真一、清水直樹 北村友幸、細田沙織                                                  | 清水慶太 高原修司 枡田邦彰                                   | 第12卷   |
| 第4話  |          | 忽然，由比濱結衣開始想像未來。                          | 大知慶一郎 | 今井翔太        | 今井翔太                   | 古山瑛一朗、川島尚 五十子忍、劉云留                                                    | 枡田邦彰                                                     | 第12卷   |
| 第5話  |          | 感慨地，平塚靜回憶往昔。                                | 大知慶一郎 | 清水聰          | 戶澤俊太郎                 | 安本學、平田賢一 岡本健一郎                                                            | 清水慶太 枡田邦彰 高原修司 谷川亮介 穗積彩夏 柳川沙樹        | 第13卷   |
| 第6話  |          | 再一次，比企谷八幡主動攀談。                            | 大知慶一郎 | 今井翔太        | 平井義道 山田弘和 今井翔太 | 飯塚葉子、江口麻里 佐藤桂、堀光明 山本真嗣                                             | 吉井弘幸 谷川亮介 高原修司 柳川沙樹 古山瑛一朗               | 第13卷   |
| 第7話  |          | 直到最後，由比濱結衣都會繼續守望。                      | 大知慶一郎 | 及川啓 今井翔太 | 山中祥平                   | 北村友幸、林信秀 清水直樹、五十子忍 立田眞一                                           | 清水慶太 枡田邦彰                                            | 第13卷   |
| 第8話  |          | 祈禱著，希望至少別再搞錯了。                            | 大知慶一郎 | 池端隆史        | 鈴木龍太郎                 | 川島尚、五十子忍 林信秀、立田眞一 劉云留、細田沙織                                     | 清水慶太 柳川沙樹 穗積彩夏                                   | 第13卷   |
| 第9話  |          | 每當聞到這股香味， 一定會想起那個季節。                 | 大知慶一郎 | 田中大貴        | 佃泰佑                     | 桐谷美咲、坂本俊太                                                                     | 清水慶太 枡田邦彰                                            | 第14卷   |
| 第10話 |          | 颯爽地，平塚靜邁向前方。                                | 大知慶一郎 | 大原實          | 佐佐木達也                 | 谷川亮介、林信秀 劉云留、北村友幸 清水直樹                                             | 枡田邦彰 高原修司                                            | 第14卷   |
| 第11話 |          | 心意，透過肌膚的溫度確實傳達過來。                      | 大知慶一郎 | 鈴木龍太郎      | 鈴木龍太郎                 | 五十子忍、川島尚 立田眞一、林信秀 細田沙織                                             | 清水慶太 枡田邦彰 高原修司 古山瑛一朗 柳川沙樹 穂積彩夏      | 第14卷   |
| 第12話 |          | 果然我的青春戀愛喜劇搞錯了。                            | 大知慶一郎 | 森本育郎        | 佐佐木達也                 | 北村友幸、清水直樹 谷川亮介、柳川沙樹 劉云留                                           | 清水慶太 枡田邦彰 高原修司 穂積彩夏                          | 第14卷   |
| OVA    |          | 所以，青春期沒有結束， 青春還在繼續。                   | 渡航       | 大原實          | 今井翔太                   | 清水直樹、袴田裕二 丸岡功治、森悅史 山本知廣                                           | 清水慶太 枡田邦彰 高原修司 柳川沙樹 穗積彩夏                 | 後日談   |

## 播放單位
日本深夜動畫：下文記載的日本国内播放時間使用日本標準時間（UTC+9）表示。因為部分時間标识會採用30小时制，因此請留意这类超过24:00的时间，其實際播放時間為翌日清晨。
| 播放地區   | 播放電視台    | 播放日期               | 播放時間                  | 所屬聯播網 | 備註                                          |
| 第1期      | 第1期         | 第1期                  | 第1期                     | 第1期      | 第1期                                         |
| ---------- | ------------- | ---------------------- | ------------------------- | ---------- | --------------------------------------------- |
| 關東廣域圈 | TBS電視台     | 2013年4月4日－6月27日  | 星期四 25時28分－25時58分 | 日本新聞網 | 製作局、字幕放送 TBS電視台星期四深夜動畫第1部 |
| 近畿廣域圏 | 每日放送      | 2013年4月8日－7月1日   | 星期一 26時20分－26時50分 | 日本新聞網 |                                               |
| 中京廣域圈 | 中部日本放送  | 2013年4月12日－7月4日  | 星期四 26時38分－27時08分 | 日本新聞網 |                                               |
| 日本全國   | BS-TBS        | 2013年4月13日－7月6日  | 星期六 25時00分－25時30分 | 衛星電視   |                                               |
| 日本全國   | TBS Channel 1 | 2013年7月7日－8月11日  | 星期日 26时00分－27时00分 | 衛星電視   | 两集连播                                      |
| 日本全國   | AT-X          | 2014年2月8日－5月3日   | 星期六 19時00分－19時30分 | 衛星電視   | 有重播                                        |
| 第2期      |               |                        |                           |            |                                               |
| 關東廣域圈 | TBS電視台     | 2015年4月2日－6月25日  | 星期四 25時46分－26時16分 | 日本新聞網 | 製作局、字幕放送 TBS電視台星期四深夜動畫第1部 |
| 中京廣域圈 | CBC电视台     | 2015年4月2日－6月25日  | 星期四 26時47分－27時17分 | 日本新聞網 |                                               |
| 富山县     | 鬱金香電視台  | 2015年4月4日－7月4日   | 星期六 25時53分－26時23分 | 日本新聞網 | 第1期未放送                                   |
| 近畿廣域圏 | 每日放送      | 2015年4月7日－7月7日   | 星期二 27時30分－28時00分 | 日本新聞網 |                                               |
| 日本全國   | BS-TBS        | 2015年4月11日－7月11日 | 星期六 25時00分－25時30分 | 衛星電視   |                                               |
| 日本全國   | TBS Channel 1 | 2015年4月19日- 7月12日 | 星期日 25时00分－25时30分 | 衛星電視   | 有重播                                        |
| 日本全國   | AT-X          | 2016年2月17日－5月11日 | 星期三 24時00分－24時30分 | 衛星電視   | 有重播                                        |
| 第3期      |               |                        |                           |            |                                               |
| 關東廣域圈 | TBS電視台     | 2020年7月9日－9月24日  | 星期四 25時58分－26時28分 | 日本新聞網 | 製作局、字幕放送 TBS電視台星期四深夜動畫第2部 |
| 近畿廣域圏 | 每日放送      | 2020年7月9日－9月24日  | 星期四 26時30分－27時00分 | 日本新聞網 |                                               |
| 日本全國   | BS-TBS        | 2020年7月11日－9月26日 | 星期六 26時00分－26時30分 | 衛星電視   |                                               |
| 中京廣域圈 | CBC电视台     | 2020年7月15日－9月30日 | 星期三 26時35分－27時05分 | 日本新聞網 |                                               |
| 日本全國   | TBS Channel 1 | 2020年7月19日－10月4日 | 星期日 25时30分－26时00分 | 衛星電視   |                                               |
| 静岡県     | 靜岡放送      | 2020年7月21日－10月6日 | 星期二 26時35分－27時05分 | 日本新聞網 |                                               |

| 播放地區 | 播放電視台 | 播放日期                 | 當地播放時間            | 所屬聯播網  | 備註                  |
| 第1季    | 第1季      | 第1季                    | 第1季                   | 第1季       | 第1季                 |
| -------- | ---------- | ------------------------ | ----------------------- | ----------- | --------------------- |
| 臺灣     | Animax     | 2014年7月1日－7月13日    | 每日 20:30－21:00       | 有線電視    | 含中文配音 有重播時段 |
| 臺灣     | Animax HD  | 2015年2月2日－2月14日    | 每天 19:30－20:00       | 中華電信MOD | 含中文配音            |
| 香港     | Animax     | 2014年10月13日－11月10日 | 星期一至三 22:00－22:30 |             |                       |

## BD／DVD
| 卷數  | 發售日期       | 收錄話數        | 規格產品編號 | 規格產品編號 | 規格產品編號 | 規格產品編號 | 限定附贈的特典商品 |       |
| 卷數  | 發售日期       | 收錄話數        | BD初回版     | BD通常版     | DVD初回版    | DVD通常版    | 限定附贈的特典商品 |       |
| 第1期 | 第1期          | 第1期           | 第1期        | 第1期        | 第1期        | 第1期        | 第1期 | 第1期 |
| ----- | -------------- | --------------- | ------------ | ------------ | ------------ | ------------ | --- | ----- |
| 1     | 2013年6月26日  | 第1話           | GNXA-7261    | GNXA-7271    | GNBA-8021    | GNBA-8031    | 限定特典 1. Ponkan⑧作畫的封面 2. 進藤優作畫的Digipak規格封面（雪之下雪乃） 3. 渡航創作小說《果然我的青春戀愛喜劇搞錯了。6.25卷 152P》                                           |       |
| 2     | 2013年7月24日  | 第2話 - 第3話   | GNXA-7262    | GNXA-7272    | GNBA-8022    | GNBA-8032    | 限定特典 1. Ponkan⑧作畫的封面 2. 進藤優作畫的Digipak規格封面（由比濱結衣） |       |
| 3     | 2013年8月28日  | 第4話 - 第5話   | GNXA-7263    | GNXA-7273    | GNBA-8023    | GNBA-8033    | 限定特典 1. Ponkan⑧作畫的封面 2. 進藤優作畫的Digipak規格封面（比企谷小町） 3. 渡航創作小說《果然我的青春戀愛喜劇搞錯了。6.5卷》                                                 |       |
| 4     | 2013年9月25日  | 第6話 - 第7話   | GNXA-7264    | GNXA-7274    | GNBA-8024    | GNBA-8034    | 限定特典 1. Ponkan⑧作畫的封面 2. 進藤優作畫的Digipak規格封面（平塚靜） |       |
| 5     | 2013年10月23日 | 第8話 - 第9話   | GNXA-7265    | GNXA-7275    | GNBA-8025    | GNBA-8035    | 限定特典 1. Ponkan⑧作畫的封面 2. 進藤優作畫的Digipak規格封面（戶塚彩加） 3. 渡航創作小說《果然我的青春戀愛喜劇搞錯了。6.75卷 152P》                                             |       |
| 6     | 2013年11月27日 | 第10話 - 第11話 | GNXA-7266    | GNXA-7276    | GNBA-8026    | GNBA-8036    | 限定特典 1. Ponkan⑧作畫的封面 2. 進藤優作畫的Digipak規格封面（雪之下陽乃） |       |
| 7     | 2013年12月25日 | 第12話 - 番外編 | GNXA-7267    | GNXA-7277    | GNBA-8027    | GNBA-8037    | 限定特典 1. Ponkan⑧作畫的封面 2. 進藤優作畫的Digipak規格封面（雪乃、結衣） |       |
| BOX   | 2015年3月4日   | 全13話          | GNXA-7268    | 不適用       | 不適用       | 不適用       | 限定特典 1. 第1期全13話＋映像特典・音声特典（八幡、雪乃） |       |
| 第2期 |                |                 |              |              |              |              | |       |
| 1     | 2015年6月24日  | 第1話           | GNXA-7321    | 不適用       | GNBA-8081    | 不適用       | 限定特典 1. ～渡航創作小說《果然我的青春戀愛喜劇搞錯了。（a）》 2. Ponkan⑧作畫的封面 3. 田中雄一作畫的Digipak規格封面（雪之下雪乃） 4. 《果然我的青春戀愛喜劇搞錯了。續》音樂CD |       |
| 2     | 2015年7月23日  | 第2話 - 第3話   | GNXA-7322    | 不適用       | GNBA-8082    | 不適用       | 限定特典 1. 渡航創作小說《果然我的青春戀愛喜劇搞錯了。（n）》 2. Ponkan⑧作畫的封面 3. 田中雄一作畫的Digipak規格封面（由比濱結衣） 4. 優先活動申請票                             |       |
| 3     | 2015年8月26日  | 第4話 - 第5話   | GNXA-7323    | 不適用       | GNBA-8083    | 不適用       | 限定特典 1. 渡航創作小說《果然我的青春戀愛喜劇搞錯了。（o）》 2. Ponkan⑧作畫的封面 3. 田中雄一作畫的Digipak規格封面（一色伊呂波） 4. 優先活動申請票                             |       |
| 4     | 2015年10月23日 | 第6話 - 第7話   | GNXA-7324    | 不適用       | GNBA-8084    | 不適用       | 限定特典 1. 渡航創作小說《果然我的青春戀愛喜劇搞錯了。（t）》 2. Ponkan⑧作畫的封面 3. 田中雄一作畫的Digipak規格封面（比企谷小町） 4. 秘藏！戶塚睡臉照                           |       |
| 5     | 2015年11月26日 | 第8話 - 第9話   | GNXA-7325    | 不適用       | GNBA-8085    | 不適用       | 限定特典 1. 渡航創作小說《果然我的青春戀愛喜劇搞錯了。（h）》 2. Ponkan⑧作畫的封面 3. 田中雄一作畫的Digipak規格封面（平塚靜）                                                   |       |
| 6     | 2015年12月29日 | 第10話 - 第11話 | GNXA-7326    | 不適用       | GNBA-8086    | 不適用       | 限定特典 1. 渡航創作小說《果然我的青春戀愛喜劇搞錯了。（e）》 2. Ponkan⑧作畫的封面 3. 田中雄一作畫的Digipak規格封面（雪之下陽乃）                                               |       |
| 7     | 2016年4月28日  | 第12話 - 第13話 | GNXA-7327    | 不適用       | GNBA-8087    | 不適用       | 限定特典 1. 渡航創作小說《果然我的青春戀愛喜劇搞錯了。（r）》 2. Ponkan⑧作畫的封面 3. 田中雄一作畫的Digipak規格封面（雪乃、結衣）                                               |       |
| BOX   | 2017年10月25日 | 全13话          | GNXA-7320    | 不適用       | 不適用       | 不適用       | 限定特典 1. 第1期全13話＋映像特典+电台（雪乃、结衣） 2. Ponkan⑧作畫的封面 3. 田中雄一作畫的Digipak規格封面（雪乃、結衣）                                                        |       |
| 第3期 |                |                 |              |              |              |              | |       |
| 1     | 2020年9月25日  | 第1話 - 第2話   | GNXA-7431    | 不適用       | GNBA-8171    | 不適用       | |       |
| 2     | 2020年10月28日 | 第3話 - 第4話   | GNXA-7432    | 不適用       | GNBA-8172    | 不適用       | |       |
| 3     | 2020年11月27日 | 第5話 - 第6話   | GNXA-7433    | 不適用       | GNBA-8173    | 不適用       | |       |
| 4     | 2021年1月15日  | 第7話 - 第8話   | GNXA-7434    | 不適用       | GNBA-8174    | 不適用       | |       |
| 5     | 2021年3月8日   | 第9話 - 第10話  | GNXA-7435    | 不適用       | GNBA-8175    | 不適用       | |       |
| 6     | 2021年3月26日  | 第11話 - 第12話 | GNXA-7436    | 不適用       | GNBA-8176    | 不適用       | |       |

## 網絡廣播
為與電視動畫互動的網絡廣播《總武高中侍奉部Radio。》（総武高校奉仕部ラジオ。）在2013年3月15日至7月26日間每月第2和第個歌星期五更新。此後在2013年9月26日，為紀念遊戲的發售，還推出了《總武高中侍奉部Radio。奇蹟的復活特番》。
以《總武高中侍奉部廣播。續》為題，自2015年3月20日起在Animate TV配信，主持人為江口拓也（比企谷八幡）、早見沙織（雪之下雪乃）、東山奈央（由比濱結衣）。
兩季的網路廣播的環節，幾乎都是前半部分為早見沙織（雪之下雪乃）、東山奈央（由比濱結衣）主持，常常邀請來賓(與本作有關係的，例如歌手或其他角色的聲優)。後半部分為江口拓也（比企谷八幡役）主持，並接受投稿，敘述自己的孤獨歷程。

## 腳註

### 來源
1. ↑  . まんたんウェブ. 毎日新聞.   [2014-04-18]. （原始内容存档于2017-07-03）.
2. ↑  . 毎日新聞. 2019-03-19  [2019-03-19]. （原始内容存档于2019-06-13）.
3. ↑  . やはり俺の青春ラブコメはまちがっている。公式アカウント. 2019-03-19  [2019-03-19]. （原始内容存档于2020-04-25）.
4. ↑  Oricon News. . 2020-04-07  [2020-04-07]. （原始内容存档于2020-04-07） （日语）.
5. ↑  . . TBS電視台.   [2013-02-19]. （原始内容存档于2020-12-02）.
6. ↑  .   [2013-02-19]. （原始内容存档于2021-01-13） （日语）.
7. ↑  . 果然我的青春戀愛喜劇搞錯了。. Twitter.   [2013-02-23]. （原始内容存档于2015-06-26）.
8. ↑  . 果然我的青春戀愛喜劇搞錯了。. Twitter.   [2013-02-23]. （原始内容存档于2016-03-10） （日语）.
9. ↑  . アニメイトTV. フロンティアワークス.   [2024-02-14]. （原始内容存档于2013年10月29日） （日语）.

## 外部連結
- 果然我的青春戀愛喜劇搞錯了。動畫官方網站｜TBS電視台 （页面存档备份，存于）（日語）
- 果然我的青春戀愛喜劇搞錯了。續 動畫官方網站｜TBS電視台 （页面存档备份，存于）（日語）
- 果然我的青春戀愛喜劇搞錯了。完 動畫官方網站｜TBS電視台 （页面存档备份，存于）（日語）
- 果然我的青春戀愛喜劇搞錯了。10周年紀念企劃｜TBS電視台 （页面存档备份，存于）（日語）
- 果然我的青春戀愛喜劇搞錯了。的X（前Twitter）